# 东洋界

東洋界

東洋界，或稱極東區:60、東洋區、東方區、印馬區（Indomalayan realm），是八個生物地理分區之一，涵蓋南亞與東南亞。
東洋界以前大都由森林覆蓋，主要是熱帶和亞熱帶濕潤闊葉林。東洋界的熱帶雨林的樹木大多是龍腦香科。
分布在喜馬拉雅山以南，秦嶺淮河以南，華萊士線以西。
它包括了:
- 印度半島部分地區:巴基斯坦、印度、尼泊爾、不丹、孟加拉、斯里蘭卡
- 中南半島諸國：越南、寮國、柬埔寨、泰國、緬甸、馬來西亞
- 秦嶺以南的中國陆地区域
- 海南岛及其他东南岛屿
- 台灣西部平原地區
- 馬來群島部分地區:菲律賓、馬來西亞、印尼、新加坡

## 主要生態區

東洋界的生態群落

世界自然基金會（WWF）將東洋區分成三個生物區分，分別如下：
1. 印度次大陸、
2. 印度支那及
3. 巽他陸架和菲律賓。

### 印度次大陸
包含了印度、孟加拉、尼泊爾、巴基斯坦、不丹及斯里蘭卡。這些區域是4500萬年以前印度次大陸和亞洲碰撞而成的。興都庫什山脈，喀喇崑崙和喜馬拉雅是熱帶的印度次大陸和溫帶氣候古北生態區的邊界。

### 印度支那
印度支那生物區包括了大部分的東南亞，包括緬甸、泰國、寮國、越南、柬埔寨以及華南。

### 巽他大陸和菲律賓
包括馬來半島和印尼西部的島嶼（稱為巽他大陸）、菲律賓。在華萊士線以西，是東洋界和澳新界的界線。